# 소사초등학교
소사초등학교는 대한민국 경기도 부천시 소사구에 있는 공립 초등학교이다.

## 학교 연혁
- 1970년 3월 1일: 소사초등학교 13급인가, 제1대 이은기 교장 취임
- 1970년 4월 11일: 개교

## 참고 자료
- 소사초등학교 - 한국교육학술정보원 학교알리미